# Albert von Abeken

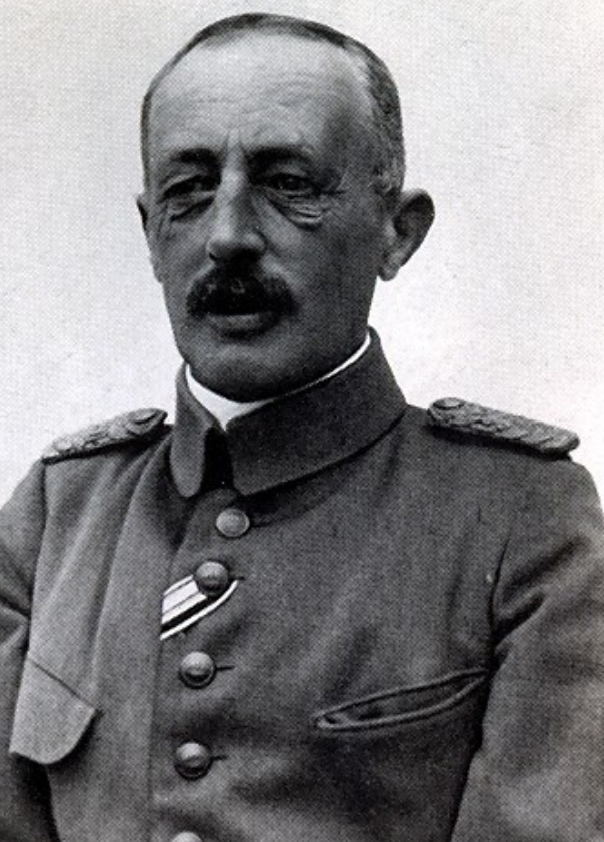
Albert von Abeken

Albert Rudolf Heinrich Abeken, seit 1878 von Abeken (* 6. Dezember 1865 in Dresden; † 17. Februar 1925) war ein sächsischer Generalmajor.

## Leben

### Herkunft
Albert war ein Sohn des 1878 in den erblichen sächsischen Adelsstand erhobenen Justizministers Christian Wilhelm Ludwig von Abeken und dessen Ehefrau Albertine, geborene von Könitz (1840–1915). Er hatte zwei Geschwister, nämlich Adolfine und den späteren Kapitän zur See der Kaiserlichen Marine, Hans von Abeken.

### Militärkarriere
Abeken besuchte seit Ostern 1875 das Vitzthumsche Gymnasium in Dresden und trat vor 1886 in die Sächsische Armee ein und wurde zum Fähnrich ernannt. Er wurde am 9. September 1886 zum Leutnant im 2. Jäger-Bataillon Nr. 13, 1893 zum Oberleutnant und am 13. September 1899 zum Hauptmann befördert. Er wurde 1904 zu zwei Monaten Haft wegen Misshandlung verurteilt. Er wurde am 14. Juli 1909 zum Major befördert und diente 1910 beim Stabe des 2. Grenadier-Regiments Nr. 101 „Kaiser Wilhelm, König von Preußen“. Am 23. September 1911 erfolgte seine Ernennung zum Kommandeur des III. Bataillons. In dieser Stellung zum Oberstleutnant befördert, nahm er nach Ausbruch des Ersten Weltkrieges an den Kämpfen an der Westfront teil und ging im Oktober 1914 in den Stellungskrieg über. Für seine dabei bewiesene Tatkraft und Umsicht wurde er am 7. Januar 1915 mit dem Ritterkreuz des Militär-St.-Heinrichs-Ordens beliehen. Am 7. Mai 1915 erfolgte seine Ernennung zum Kommandeur des 16. Infanterie-Regiments Nr. 182, mit dem er sich an der Lorettoschlacht beteiligte. Nachdem er bereits am 16. Februar 1916 dieses Kommando abgegeben hatte, wurde er am 11. Oktober 1916 als Oberst Kommandeur des Reserve-Infanterie-Regiments Nr. 241. Am 14. Oktober 1917 wurde Abeken zunächst zu den Offizieren von der Armee versetzt. und am 20. November 1917 zum Kommandeur der 8. Infanterie-Brigade Nr. 89 ernannt. Im Verbund mit der 2. Infanterie-Division Nr. 24 konnte er mit seinen unterstellten Truppen während der Deutschen Frühjahrsoffensive 1918 mehr als 40 Kilometer an Land gewinnen. Dafür erhielt er am 17. April 1918 das Kommandeurkreuz II. Klasse des Militär-St.-Heinrichs-Ordens.
Nach Kriegsende wurde Abeken am 14. Januar 1919 in Genehmigung seines Abschiedsgesuches mit Pension und der Berechtigung zum Tragen der Uniform des 2. Grenadier-Regiments Nr. 101 „Kaiser Wilhelm, König von Preußen“ zur Disposition gestellt. Außerdem erhielt er den Charakter als Generalmajor.